# Moșteni (okręg Teleorman)
Moșteni – wieś w Rumunii, w okręgu Teleorman, w gminie Moșteni. W 2011 roku liczyła 1622 mieszkańców.